# Нативна реклама
Нативна, природна реклама (англ. native advertising) — спосіб, яким рекламодавець привертає до себе увагу в контексті рекламного майданчика й інтересів користувача. В оригіналі нативна реклама сприймається як частина сайту, який переглядає користувач, бо вона враховує особливості майданчика, не виглядає як реклама та не викликає в аудиторії відторгнення.
Іншими словами, нативна реклама «вплітається» в основний потік контенту та відповідає йому за форматом і змістом, на відміну від традиційних рекламних розміщень, щодо яких часто діє «банерна сліпота». Мета такої реклами — створення природнішого та менш нав'язливого рекламного звернення для збільшення числа кліків, продажів та інших цільових дій. По суті, вона ненав'язливо «чекає» користувача там, де він сам шукає цікавий йому контент і точно так само відповідає на його питання, як і не спонсоровані повідомлення.
Нативну рекламу часто плутають з джинсою. Причина полягає в тому, що і нативна реклама, і джинса подаються як частина основного контенту ЗМІ і не виглядають як реклама. Основна відмінність між нативною рекламою і джинсою полягає у наявності маркування зрозумілим для читача чином, наприклад, словами "реклама", "на правах реклами". 